# Аглютинативні мови
Аглютинативні мови (лат. agglutino — приклеюю) — мови, в яких граматичні форми й похідні слова утворюються додаванням однозначних афіксів до незмінюваних основ слів. Афікси розташовані переважно після основи або кореня слова, вони і характеризують окремі відмінки іменників або час, спосіб, особу дієслова (див. Аглютинація). До аглютинативних мов належать тюркські, фінно-угорські, монгольські, іберійсько-кавказькі та окремі мови народів Азії, Африки, Океанії.
Визначення походить від латинського дієслова agglutinare, який означає «склеюю разом».

## Список
- Абазинська мова
- Абхазо-адизькі мови
- Абхазька мова
- Аварська мова
- Австроазійські мови
- Адигейська мова
- Азербайджанська мова
- Айнійська мова
- Алеутська мова
- Алтайська мова

### Алтайські мови
1. Монгольські мови
2. Тунгусо-маньчжурські мови
3. Тюркські мови
  1. Булгарські мови
    1. Булгарська мова †
      1. Волзько-камська булгарська мова †
      2. Дунайська булгарська мова †

    2. Гунська мова †
    3. Тюрксько-аварська мова †
    4. Хозарська мова †
    5. Чувашська мова

  2. Власне тюркські мови
    1. Кипчацькі мови
      1. Кипчацько-булгарські мови
        1. Башкирська мова
        2. Татарська мова

      2. Кипчацько-киргизькі мови
        1. Киргизька мова
        2. Південноалтайська мова

      3. Кипчацько-ногайські мови
        1. Казахська
        2. Каракалпацька мова
        3. Ногайська мова

      4. Кипчацько-половецькі мови
        1. Вірмено-кипчацька мова †
        2. Караїмська мова
        3. Карачаєво-балкарська мова
        4. Кримськотатарська мова
        5. Кримчацька мова
        6. Кумицька мова
        7. Половецька мова †
        8. Урумська мова

## Інші
- Алутик
- Ацтекські мови
- Банджарська мова
- Банту (мови)
- Баскська мова
- Башкирська мова
- Бежтинська мова
- Бурятська мова
- Вірменська мова
- Джакунська мова
- Кавказькі мови
- Каннада
- Картвельські мови
- Кечуа
- Киргизька мова
- Кічуа (мова)
- Кхмерська мова
- Маянські мови
- Мова На'ві
- Науатль
- Нахсько-дагестанські мови
- Селетарська мова
- Сесото
- Суахілі
- Туркменська мова
- Центральноаляскинська юпікська мова
- Чагатайська мова
- Чаморро (мова)
- Чеченська мова
- Чоктавська мова
- Чуваська мова
- Чукотська мова
- Чукотсько-камчатські мови
- Шеєнська мова
- Шумерська мова
- Юїтська мова
- Юкагірські мови
- Японська мова